# Fédération nationale des personnels des organismes sociaux CGT
La Fédération nationale des personnels des organismes sociaux (CGT Orga sociaux) est la fédération professionnelle des employés des organismes sociaux et la Mutualité affiliés à la Confédération générale du travail.